# Рождественская виньетка

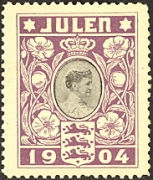
На датской рождественской виньетке 1904 года изображена королева Луиза

Рождественские виньетки — этикетки, наклеиваемые на почтовые отправления во время рождества с целью сбора денежных средств и повышения осведомленности о благотворительных программах. Они стали ассоциироваться прежде всего с заболеваниями легких, такими как туберкулёз, и с детской благотворительностью. Рождественские виньетки относятся к непочтовым маркам (синдереллам) в отличие от рождественских марок, используемых для оплаты почтового сбора.

## История

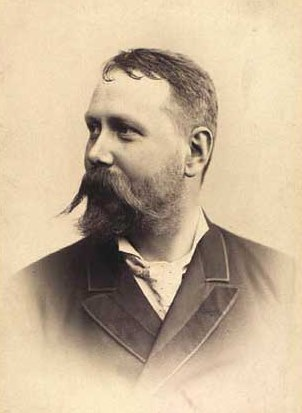
Эйнар Холбёлл (ок. 1900)

В начале 1900-х годов туберкулёз был очень опасным заболеванием, и его вредное воздействие на детей казалось особенно жестоким. В 1904 году датский почтовый служащий Эйнар Холбёлл (дат. Einar Holbøll) придумал идею наклеивать дополнительную благотворительную марку на поздравления, отправляемые по почте во время Рождества. Собранные деньги могли использоваться для оказания помощи детям, больным туберкулёзом. План был одобрен почтмейстером Дании, а также датским королём Кристианом IX.
В 1904 году была выпущена первая в мире рождественская виньетка с изображением датской королевы (Луизы Гессен-Кассельской) и надписью «Julen» («Рождество»). Более 4 миллионов виньеток было продано в первый год по цене 0,02 датских кроны за одну виньетку.

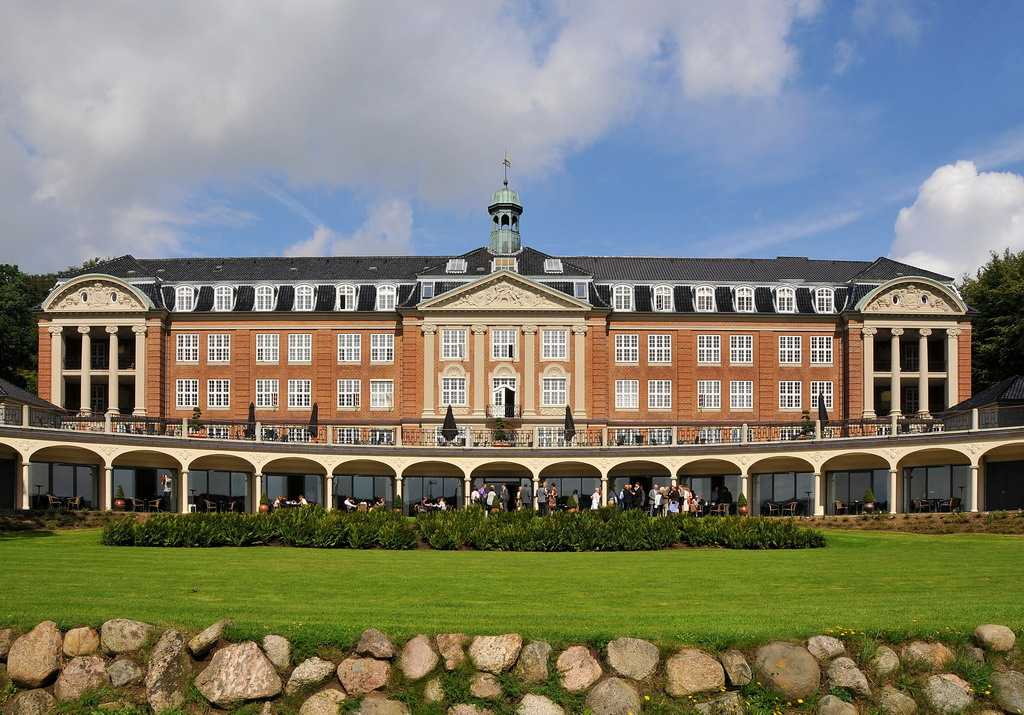
Первый датский санаторий в Кольдинге, построенный на средства от продажи рождественских виньеток, ныне Кольдингфьорд (отель)

В течение первых шести лет было собрано достаточно средств для строительства санатория «Рождественская виньетка» (Christmas Seal Sanatorium) в Кольдинге, который был открыт в 1911 году. В том же году санаторий был передан администрации Датской национальной ассоциации по борьбе с туберкулёзом, поскольку посчитали пустой тратой ресурсов, чтобы две организации работали для достижения одной цели. Датский комитет рождественских виньеток — сегодня известный как Фонд рождественских виньеток — решил в то время направлять все собранные в будущем средства на строительство и эксплуатацию детских реабилитационных центров.

## Рождественские виньетки в Европе
Вскоре после выпуска Данией первой рождественской виньетки её примеру последовали Швеция и Исландия. Затем виньетки распространились по всей Скандинавии и в каждой крупной стране Европы, и по-прежнему популярны сегодня. Рождественские виньетки выпускались сотнями различных обществ на национальном и местном уровнях в Азии, Африке, Северной и Южной Америке, Австралии. С тех пор большинство всех виньеток против туберкулёза выпускались на Рождество и содержали международный символ борьбы с туберкулёзом — лотарингский крест с двумя перекладинами.

## Рождественские виньетки в США

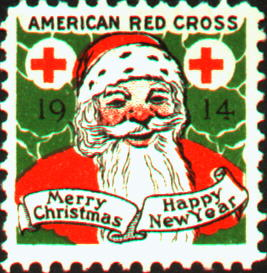
Рождественская виньетка США (1914)

Рождественские виньетки появились в США благодаря Эмили Бисселл в 1907 году, после того как она прочитала о датской рождественской виньетке 1904 года в статье датского уроженца Якоба Рииса, разоблачительного журналиста и фотографа. Бисселл надеялся собрать деньги для санатория на реке Брендиуайн-Крик в штате Делавэр. Бисселл продолжил разрабатывать местную рождественскую виньетку штата Делавэр в 1908 году. Местные рождественские виньетки существовали наряду с национальными выпусками США с 1907 года и каталогизируются Обществом коллекционеров рождественских виньеток и благотворительных марок.
К 1908 году идея Бисселла превратилась в национальную программу, администрируемую Национальной ассоциацией по изучению и профилактике туберкулёза (англ. NASPT) и Американским национальным Красным Крестом. Виньетки продавались в вестибюлях почтовых отделений, вначале в штате Делавэр по 1 центу каждая. Чистая выручка от продаж делилась поровну между этими двумя организациями. К 1920 году Красный Крест вышел из соглашения, и продажи проводились исключительно NASPT, тогда известной как Национальная ассоциация по туберкулёзу (NTA). Были опробованы различные рекламные схемы: в 1954 году небольшой городок Саранак-Лейк (штат Нью-Йорк) (Санаторий «Адирондак Коттедж»), выиграл общенациональный конкурс по продаже рождественских виньеток, в награду за выигрыш там состоялась мировая премьера фильма Пола Ньюмана «Серебряная чаша»; актёрский состав фильма участвовал в параде на городском ежегодном зимнем карнавале.

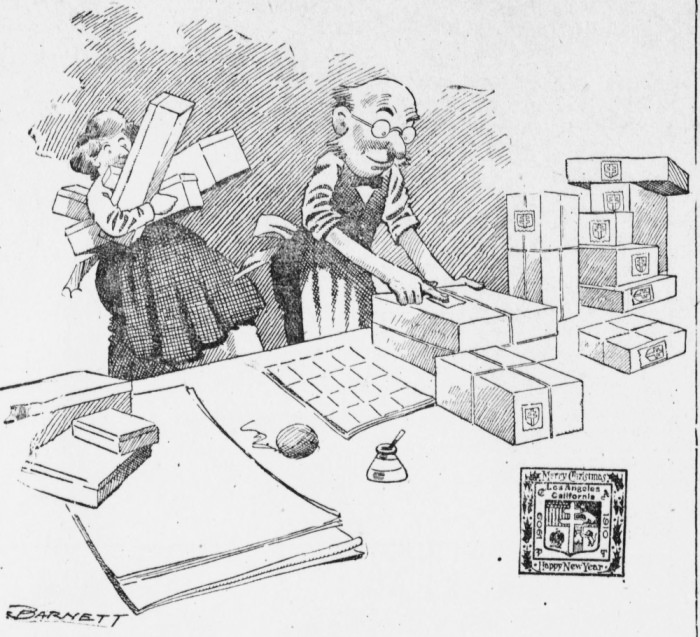
Газетная карикатура о том, как мужчина наклеивает на упаковку рождественские виньетки, а женщина приносит больше подарков. Факсимильное изображение виньетки из Лос-Анджелеса (штат Калифорния) помещено в правом нижнем углу. Оригинальный заголовок гласил: «Помоги бороться с туберкулёзом»

После Второй мировой войны с разработкой антибиотика стрептомицин туберкулёз стал излечимым заболеванием, хотя прошли десятилетия, прежде чем его смогли считать побеждённым в развитых странах. Чтобы отразить растущий масштаб целей организации, название было изменено на Национальную ассоциацию по туберкулёзу и респираторным заболеваниям (National Tuberculosis and Respiratory Disease Association, NTRDA) в конце 1960-х годов. Национальная ассоциация по туберкулёзу и респираторным заболеваниям стала Американской ассоциацией пульмонологов в 1973 году, хотя на виньетках 1974 года оставалась надпись «NTRDA» на поле листа.
Рождественская песня «Омела и падуб» (1957) была выбрана в качестве основной песни для призыва о рождественских виньетках 1960 года.
Сегодня рождественские виньетки приносят пользу Американской ассоциации пульмонологов и другим проблемам, связанным с легкими. Заболеваемость туберкулёзом снижается, но в последнее время наблюдается её рост. Туберкулёз по-прежнему является одним из наиболее распространенных основных инфекционных заболеваний в мире.
В 1987 году Американская ассоциация пульмонологов приобрела товарный знак на термин «Рождественские виньетки», чтобы защитить своё право быть единственной национальной ассоциацией по сбору средств в США, которая выпускает их. Конечно, этот товарный знак не применим к рождественским виньеткам, выпущенным за пределами США, или к местным и региональным рождественским виньеткам, используемым в США многими организациями с 1907 года, когда Кенсингтонский диспансер в Филадельфии (штат Пенсильвания) выпустил свою собственную местную рождественскую виньетку.

## Рождественские виньетки в Канаде
К 1908 году эта кампания достигла Канады. Заинтересованные лица в Торонто и Гамильтоне (Онтарио), начали кампанию выпуска рождественских виньеток, чтобы построить и поддержать санатории, как тогда называли туберкулёзные больницы.
Газета «Торонто Глоб» незамедлительно пришла им на помощь. В начале декабря «Торонто Глоб» начала публиковать ежедневную колонку на первой полосе, сообщая новости об этой кампании. Колонка была обведена рамкой из падуба, чтобы читатели могли легко её заметить.
В одной истории рассказывалось, как дети из 58 школ Торонто продали 10 тысяч рождественских виньеток. В другом выпуске было объявлено, что в Реджайне (Саскачеван), другая газета, «Реджайна Лидер» написала, что ее сотрудники продадут виньетки и направят деньги на строительство санатория в Мускоке.
Из Сент-Джона (Нью-Брансуик) преподобный Г. А. Мур написал, что он и другие добровольцы продадут 8,5 тысяч виньеток и отправят деньги в Торонто для санатория.
В тот первый год кампания в Торонто принесла 6 114,25 долларов, а жители Гамильтона пожертвовали 1244,40 доллара. Год за годом другие города по всей Канаде пытались провести кампанию по продаже рождественских виньеток как средство не только для сбора денег, но и для осознания того, что с туберкулёзом можно бороться.
Наконец, в 1927 году было решено, что кампания по продаже рождественских виньеток должна стать официальным способом обращения туберкулёзных ассоциаций общественности за деньгами. Была введена общенациональная виньетка.
Кампании по продаже рождественских виньеток сыграли важную роль в здравоохранении. Сначала собранные средства использовались для строительства крайне необходимых новых санаториев. Когда они были построены, средства от реализации рождественских виньеток направлялись на профилактику туберкулёза. Виньетками были оплачены рентгеновские снимки грудной клетки и туберкулиновые тесты миллионов канадцев. В результате тысячи случаев заболевания туберкулёзом были выявлены до того, как болезнь распространилась на других людей.
Рождественские виньетки Канадской ассоциации пульмонологов продолжают символизировать массовую поддержку со стороны канадцев, которая помогла победить в борьбе с туберкулёзом.

## Другие рождественские виньетки
В мире существует около ста различных ассоциаций пульмонологов, которые выпускают рождественские виньетки. Множество разных стран выпускают собственные рождественские виньетки, делают это и города, штаты и территории. Каталог Грина, настольная книга коллекционеров рождественских виньеток в США и во всем мире, различает общенациональные и местные рождественские виньетки. Многие общества, выпускающие противотуберкулёзные виньетки, являются членами Международного союза по борьбе с туберкулёзом и болезнями легких, который проводит конкурс на лучший дизайн рождественских виньеток среди своих членов во время ежегодной Всемирной конференции по здоровью легких.
Между 1937 и 1943 годами датская нацистская партия (дат. DNSAP) выпустила различные виньетки с изображением нацистской свастики. Эти редко встречающиеся виньетки содержат рождественские темы, такие как падуб, но не имеют никакой известной связи с борьбой с туберкулёзом, и по этой причине они не перечислены в каталоге Грина.
Многие другие благотворительные виньетки выпускались на Рождество, часто на рождественские темы, религиозными организациями, гражданскими и братскими обществами, патриотическими организациями, женскими клубами и т. д., но так как они выпускались не для борьбы с туберкулёзом, то на них нет лотарингского креста, международного символа борьбы с туберкулёзом, предложенного в 1902 году на Международной конференции по туберкулёзу в Берлине (Германия), и, строго говоря, они не считаются рождественскими виньетками.